# Gare du Méridien
Gare du Méridien vasútállomás Franciaországban, Charbonnières-les-Bains településen.

## Vasútvonalak
Az állomást az alábbi vasútvonalak érintik:
- Lyon-Saint-Paul-Montbrison-vasútvonal

## Kapcsolódó állomások
A vasútállomáshoz az alábbi állomások vannak a legközelebb:
- Gare de Charbonnières-les-Bains (Gare de Sain-Bel)
- Gare de Tassin (Gare de Lyon-Saint-Paul)